# Andrew Ogg

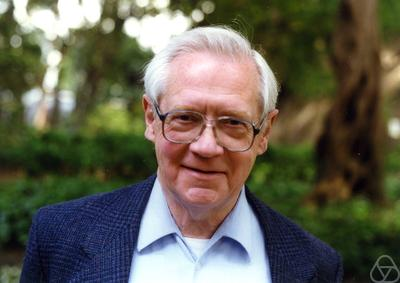
Andrew Ogg (1999)

Andrew Pollard Ogg (* 9. April 1934 in Bowling Green (Ohio)) ist ein US-amerikanischer Mathematiker, der sich mit Zahlentheorie und Modulformen beschäftigt.

## Leben
Ogg wurde 1961 an der Harvard University bei John T. Tate promoviert (Cohomology of abelian varieties over function fields). Er war Professor an der University of California, Berkeley.
Ogg beschäftigte sich insbesondere mit der arithmetischen Theorie elliptischer Kurven (das heißt, deren rationalen Punkten). Seine Vermutungen über die möglichen Torsionsuntergruppen der Gruppen rationaler Punkte auf elliptischen Kurven wurden 1977 von Barry Mazur bewiesen (Ogg erzielte Teilresultate, indem er modulare elliptische Kurven untersuchte). Ogg war auch der erste, der in den 1970er-Jahren eine Verbindung zwischen der Monstergruppe und Modulfunktionen vermutete – ein Untersuchungsgebiet, das als „monstrous moonshine“ bekannt ist (u. a. John Horton Conway, Richard Borcherds). Einerseits gibt es wenige Primzahlen p, für die die Kompaktifizierung von H\{\displaystyle \Gamma _{0}(p)} mit den Kongruenzuntergruppen {\displaystyle \Gamma _{0}(p)} von {\displaystyle SL(2,\mathbb {R} )}, die als Möbiustransformationen in der oberen komplexen Halbebene H wirken, eine Riemannfläche vom Geschlecht 0 ergibt. Der Körper der Modulfunktionen auf diesen Flächen wird dann durch eine einzige Funktion erzeugt, das „Hauptmodul“. Diese Primzahlen sind nach einer Beobachtung von Ogg aber genau die 15 Primzahlen (p= 2, 3, 5, 7, 11, 13, 17, 19, 23, 29, 31, 41, 47, 59, 71), die die Ordnung der Monstergruppe teilen.

## Schriften
- Introduction to modular forms and Dirichlet Series. Benjamin 1969